# ステーシー・ドラギラ
ステーシー・ドラギラ（Stacy Dragila、1971年3月25日 - ）は、アメリカ合衆国の陸上競技選手。棒高跳の元世界記録保持者であり、初めてオリンピック種目として採用された2000年シドニーオリンピックの金メダリストである。

## 主な実績
| 年   | 大会                               | 場所                         | 種目   | 結果    | 記録  |
| ---- | ---------------------------------- | ---------------------------- | ------ | ------- | ----- |
| 1997 | 世界室内陸上選手権                 | パリ（フランス）             | 棒高跳 | 1位     | 4.40m |
| 1999 | 世界陸上選手権                     | セビリア（スペイン）         | 棒高跳 | 1位     | 4.60m |
| 2000 | オリンピック                       | シドニー（オーストラリア）   | 棒高跳 | 1位     | 4.60m |
| 2001 | 世界陸上選手権                     | エドモントン（カナダ）       | 棒高跳 | 1位     | 4.75m |
| 2001 | IAAFグランプリファイナル           | メルボルン（オーストラリア） | 棒高跳 | 1位     | 4.50m |
| 2003 | IAAFワールドアスレチックファイナル | モンテカルロ（モナコ）       | 棒高跳 | 3位     | 4.50m |
| 2004 | 世界室内陸上選手権                 | ブダペスト（ハンガリー）     | 棒高跳 | 2位     | 4.81m |
| 2004 | オリンピック                       | アテネ（ギリシャ）           | 棒高跳 | 予選7位 | 4.30m |

## 記録

### 自己記録
- 棒高跳 (屋外) - 4.83m (2004年6月8日)
- 棒高跳 (室内) - 4.81m (2004年3月6日)

### 世界記録更新歴
| 記録   | 日時       |
| ------ | ---------- |
| 4.83 m | 2004.6.8   |
| 4.81 m | 2001.6.9   |
| 4.71 m | 2001.6.9   |
| 4.70 m | 2001.4.27  |
| 4.63 m | 2000.7.23  |
| 4.62 m | 2000.5.26  |
| 4.60 m | 1999.10.21 |